# كاسي ميتشيل
كاسي ميتشيل (بالإنجليزية: Cassie Mitchell) هي كيميائية أمريكية، ولدت في 8 يونيو 1981 في موسكوجي في الولايات المتحدة.

## وصلات خارجية
- الموقع الرسمي
- كاسي ميتشيل على موقع الاتحاد الدولي لألعاب القوى (الإنجليزية)
- كاسي ميتشيل على موقع اللجنة الأولمبية والبارالمبية الأمريكية (الإنجليزية)